# Serge Marcotoune
Serge Marcotoune (Sint-Petersburg, 1891 - 1971 op de Canarische Eilanden) was een egyptoloog en martinist van de Novikov ritus. (een andere bron, geeft voor het overlijden: Parijs, 15 januari 1971). 
Deze advocaat en esotericus werd in 1930 in het Martinisme ingewijd door Pierre Kasnatchéëv.

## Werken van Marcotoune
- La Science Secrète des Initiés et la Pratique de la Vie, Parijs, André Delpeuch, 1928
- La Voie Initiatique - La Pratique de la Vie Initiatique, H.Champion, 1956